# Леон Гаспар
 Леон Гаспар (англ. Leon Gaspard, Leon Schulman Gaspard; нар. 2 березня, 1882, Вітебськ, Російська імперія — пом. 21 лютого, 1964, Таос, штат Нью-Мексико, США) — американський художник ХХ століття, росіянин за походженням.

## Російський період
Народився у місті Вітебськ, тоді Російська імперія. Батько торгував килимами та хутром, часто виїздив у Сибір по торговельними справам. Мати непогано грала на піаніно і підтримувала художні смаки сина. Вважають, що він почав малювати під враженням від зустрічей з незвичною для нього культурою народів, що зустрічав у Сибіру, культура котрих помітно відрізнялась від єврейського оточення у Вітебську.
Серед художніх керівників юнака — Єгуда Пен (1854—1927), білорусько-єврейський художник. Серед знайомих цього періоду — Марк Шагал та Белла Розенфельд.
Леон Гаспар відбув на навчання у місто Одеса, де дійшов до рішення продовжити навчання у Парижі.

## Навчання у Парижі
В Парижі він влаштувався на навчання у Академію Жуліана. Статки родини дозволили перебратися у столицю Франції і сплатити навчання там впродовж восьми років. В Парижі і почалася його художня кар'єра. Його батьки померли під час його перебування у Парижі, але він мало постраждав фінансово.

## Власний шлюб
1908 року він зустрів у Парижі Евелін Едел, американку з багатої родини, котра займалась балетом. Вони пошлюбились, незважаючи на спротив її батьків. Шлюбну подорож вони провели у Сибіру, де пересувались верхи.
1914 року з початком Першої світової війни він почав брати участь у бойових операціях. 1915 року він отримав важке поранення. Подружжя після його одужання перебралось у Нью-Йорк.

## Таоська художня колонія і Леон Гаспар
1918 року вони перебралися у село Таос, штат Нью-Мексико, позаяк Леона Гаспара цікавили фольклорні мотиви і напівдикі місцини, котрі слугували для нього натхненням. Леон Гапар вибудував у Таосі власний будинок, як і художник Микола Фешин пізніше.
Відносна фінансова успішність дозволили Гаспару подорожувати. Так, 1921 року він відвідав Японію, а потім подорожував країнами Азії. Подорож по країнам Азії розтяглася на два роки і чотири місяці заради мотивів для нових картин.

## Сюжети і художня манера

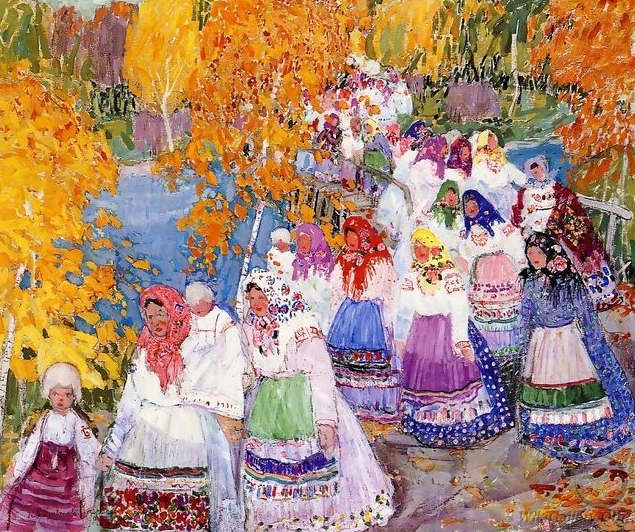
Леон Гаспар. «Сільська хода в провінційній Росії», 1911 рік.

Леон Гаспар, перебуваючи громадянином Сполучених Штатів, малював не сцени життя мексиканців чи індіанців, а провінційні сцени Росії до перевороту більшовиків 1917 року. Вони були вже екзотикою та історією і у Сполучених Штатах, і у більшовицькій Росії і нагадували ретроспективи, котрі малював у пізній період творчості російський художник Борис Кустодієв (1878—1927).
Перебування у Парижі і піднесення престижу картин французьких імпресіоністів і модерністів вплинуло на художню манеру Леона Гаспара. Його художня манера відходила дедалі більше від реалізму у бік модернізму з його відмовою від чіткого малюнку і хаотичними та широкими мазками.